# Toegepaste psychologie

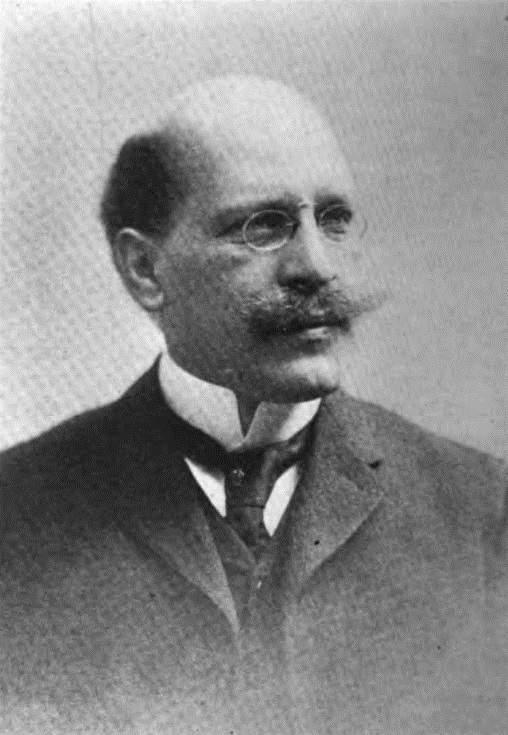
Hugo Münsterberg, pionier in de toegepaste psychologie

In de toegepaste psychologie (Engels: applied psychology) maakt men gebruik van psychologische wetenschapsmethoden om praktijkgerichte problemen van menselijk en/of dierlijk gedrag en/of ervaringen op te lossen.
Voorbeelden van disciplines die gebruik maken van toegepaste psychologie zijn: ontwikkelingspsychologie, biologie, cognitieve- en neuropsychologie, sociale psychologie, arbeid- en organisatiepsychologie, bedrijfskunde, rechtsgeleerdheid, gezondheidspsychologie, sportpsychologie, verkeers- en omgevingspsychologie en de forensische psychologie.
Daarnaast zijn er ook een aantal wetenschappelijke disciplines gespecialiseerd in de toegepaste psychologie, zoals toegepaste sociale psychologie of toegepaste cognitieve psychologie. In Nederland is er ook de bachelor Toegepaste Psychologie, een opleiding in het hoger beroepsonderwijs die zich specifiek richt op het toepassen van (wetenschappelijke) psychologische methoden in de praktijk.

## Geschiedenis
De Amerikaans-Duitse psycholoog Hugo Münsterberg (1863–1916) wordt gezien als een van de eerste welbekende psycholoog die onderzoek deed in het gebied van de toegepaste psychologie. Münsterberg was er sterk van overtuigd dat psychologen de verantwoordelijkheid hadden om informatie aan het licht te brengen die vervolgens gebruikt kon worden in toepassingen in de echte wereld.
Münsterberg kwam naar Amerika (Harvard) vanuit Duitsland en studeerde filosofie. Münsterberg had verschillende interesses in de psychologie, zoals sociale psychologie en forensische psychologie. Münsterberg behaalde vervolgens zijn doctoraat in de geneeskunde aan de Universiteit Leipzig in Duitsland, waarna Münsterberg zijn onderzoek in de psychologie voortzette. Binnen negen jaar heeft Münsterberg acht Engelstalige boeken geschreven over de toepassing van psychologie in het onderwijs en werkorganisatie. Door de bijdragen van Münsterberg wordt hij gezien als een pionier van de toegepaste psychologie. In 1920 werd de International Association of Applied Psychology (IAAP) opgericht, de eerste internationale wetenschappelijke vereniging van psychologen.

## Opleiding
De opleiding toegepaste psychologie is een bachelor opleiding aan een hogeschool. Deze is vierjarig in Nederland en driejarig in Vlaanderen. Een bachelor in de toegepaste psychologie heeft een opleiding psychologie gevolgd, waarbij de nadruk op het concrete, direct inzetbare en praktische aspect van de wetenschappelijke discipline ligt. De beroepstitels van deze opleiding zijn hbo-psycholoog of psychologisch consulent.
Een afgestudeerde bachelor in de toegepaste psychologie is praktijkgericht opgeleid, met de nadruk op: begeleiden, coachen, trainen en adviseren. Dit is het belangrijkste verschil met de master opleiding psychologie in het universitair onderwijs, waar meer nadruk gelegd wordt op verankering in wetenschappelijk onderzoek.
Door het afnemen van psychologische tests, door observatie en door een brede kennis van psychologische fenomenen en gedrag in het algemeen, kunnen bachelors in de toegepaste psychologie ook een diagnose stellen omtrent een persoon of sociale situaties, maar zij mogen geen officiële diagnose afgeven. Dit heeft te maken met de wet op de Beroepen in de individuele gezondheidszorg(BIG). In de praktijk zal een toegepast psycholoog een deel van de behandeling/diagnostiek op zich nemen en zal de GZ-psycholoog, de klinisch psycholoog of de psychotherapeut de uiteindelijke diagnose ondertekenen en eindverantwoordelijk blijven.
Aangezien de toegepast psycholoog een relatief nieuwe functie vervult binnen de psychologie is het nog niet helemaal duidelijk wat de functie van de hbo-psycholoog precies is. Duidelijk is echter wel dat de toegepast psycholoog meer de rol van 'praktisch' psychologisch geschoolde op zich zal gaan nemen. Men streeft naar een optimale samenwerking tussen de toegepast psycholoog en de master geschoolde psycholoog.
Een toegepast psycholoog kan het werk van een psychodiagnostisch werker uitvoeren, aangezien hij of zij een aanzienlijk deel van zijn of haar studie gewijd heeft aan psychodiagnostiek of hier ervaring in heeft. De toegepast psycholoog zal in samenwerking met de klinisch psycholoog, GZ-psycholoog, psychotherapeut, psycholoog of neuropsycholoog werken. De diagnostiek door een psychologisch consulent geschiedt op basis van het Diagnostic and Statistical Manual of Mental Disorders (DSM) of International Classification of Diseases (ICD) systeem, afhankelijk van de persoonlijke preferentie of het gebruik binnen de organisatie waar deze professional actief is.

## Werkvelden
In Nederland is de opleiding tot bachelor in de toegepaste psychologie ingedeeld in 9 werkvelden:
1. Arbeid en Organisatie
2. Consument en maatschappij
3. Gezondheid en zorg
4. Onderwijs- en Ontwikkelingspsychologie
5. Ontwikkelingspsychologie en orthopedagogiek
6. Maatschappelijke participatie en veiligheid
7. Gedrag en technologie
8. Neuropsychologie
9. Klinische psychologie

In Vlaanderen is de opleiding tot bachelor in de toegepaste psychologie ingedeeld in 3 werkvelden :
1. Arbeids- en organisatiepsychologie
2. Klinische psychologie
3. School- en pedagogische psychologie

## Hogescholen
Hier volgt een overzicht van Nederlandstalige psychologieopleidingen aan hogescholen in Nederland en Vlaanderen.

### Nederland
- Fontys Hogescholen
- Hanzehogeschool Groningen
- Hogeschool van Amsterdam
- Hogeschool van Arnhem en Nijmegen
- Hogeschool Leiden
- HBO Drechtsteden
- Saxion Hogeschool
- Hogeschool LOI
- Hogeschool NTI
- NCOI
- ISBW Opleiding & Training
- Capabel Hogeschool

### Vlaanderen
- Hogeschool Thomas More te Antwerpen
- Hogeschool West-Vlaanderen te Brugge
- VIVES Hogeschool te Kortrijk
- Artesis Plantijn Hogeschool te Antwerpen
- Arteveldehogeschool te Gent

## Titulatuur
In Nederland afgestudeerde bachelors in de toegepaste psychologie hebben de titel toegepast psycholoog. Andere aanduidingen voor de toegepast psycholoog zijn hbo-psycholoog of tp'er. De afkorting ten behoeve van internationale herkenbaarheid is B.A.P., Bachelor of Applied Psychology.
In Vlaanderen is het gebruik van de titel "toegepast psycholoog" bij wet verboden omdat de titel psycholoog daar zo goed als volledig voorbehouden is aan de houders van een universitair master diploma. Men spreekt in Vlaanderen dan ook meestal over een afgestudeerde van zo'n opleiding als psychologisch consulent.

## Verenigingen
In Nederland behartigt de Nederlandse Beroepsvereniging voor Toegepaste Psychologie (NBTP) sinds 2010 de belangen van toegepast psychologen. Zij werken het professionaliseren van de beroepsgroep, lobbyen voor meer erkenning van het beroep en zorgen voor kennisuitwisseling onder de leden.
In Vlaanderen heeft men in 2007 de Beroepsvereniging Bachelor Toegepaste Psychologie (B2TP) opgericht. Die behartigt de belangen van afgestudeerde BaTP'ers in Vlaanderen. In 2016 werd deze vereniging omgevormd tot 'BPC' of Beroepsvereniging voor Psychologisch Consulenten. BPC biedt een studentenlidmaatschap aan.
Bij enkele opleidingen hebben studenten zich verenigd in een studievereniging om zo de studenten iets extra te bieden tijdens hun opleiding. Zo heeft Eindhoven sv. Topsy, Leiden sv. MensSana en Groningen heeft sv. Gente.

## Beroepscodes
De Nederlandse Beroepsvereniging voor Toegepaste Psychologie heeft een beroepscode opgesteld waar haar leden zich aan dienen te houden. Daarnaast kunnen toegepast psychologen beroepcodes van soortgelijke beroepsverenigingen naleven, zoals die van het Nederlands Instituut van Psychologen (NIP) of van de Vereniging Voor Psychodiagnostisch Werkenden (VVP).
Sinds 2017 beschikt de psychologisch consulent in Vlaanderen over een eigen deontologische code. Deze werd opgesteld door de Beroepsvereniging voor Psychologisch Consulenten (BPC).
In elke geval zou elke professional in de psychologie zich moeten houden aan de zogenoemde meta-code van de overkoepelende Europese organisatie van psychologen, namelijk de European Federation of Psychologists' Associations (EFPA).
De beroepscodes van de NBTP, BFP, BPC, het NIP, de VVP en de EFPA zijn te vinden op de websites van de desbetreffende organisatie.